# Masahiko Morino
Masahiko Morino (jap. 森野 将彦, Morino Masahiko; * 28. Juli 1978 in Yokohama, Präfektur Kanagawa) ist ein japanischer Baseballspieler, der überwiegend als Infielder seit 1997 für die Chūnichi Dragons in der japanischen Central League spielt. Mit der Nationalmannschaft nahm er 2008 an den Olympischen Sommerspielen in Beijing teil.
Morino besuchte die Sagami-Oberschule der Tōkai-Universität in Sagamihara, mit der er 1995 am Frühjahrs-Kōshien teilnahm und in der zweiten Runde ausschied. Beim Draft 1996 wurde er in der zweiten Runde von den Chūnichi Dragons ausgewählt. Sein Debüt in der ersten Mannschaft gab er schon 1997, als er in 13 Spielen zum Einsatz kam. Danach wurde er erst ab 2000 wieder in der ersten Mannschaft eingesetzt, ab 2002 stand er regelmäßiger im Lineup. Defensiv spielte er anfangs oft als Shortstop, dann auch als First oder Second Baseman; seit 2005 wird er überwiegend als Third Baseman eingesetzt, 2007 und 2008 spielte er vor allem als Outfielder.
2007 spielte Morino in 142 Spielen für die Dragons, in denen er einen Schlagdurchschnitt von .294 erzielte, wurde erstmals in die All-Star-Mannschaft der Central League gewählt und feierte in der Nippon Series 2007 (4–1 gegen Nippon Ham) mit Chūnichi den zweiten Meistertitel der Teamgeschichte nach 1954. 2008 zog er sich zwar im Spring Training eine Verletzung zu und hatte nur 96 Einsätze, erzielte aber einen Batting Average von .321. Im Sommer nahm er mit der Nationalmannschaft am olympischen Turnier teil, schlug mit 2 Hits gegen die Niederlande in insgesamt 17 At-Bats im Turnier schwach, bei der Niederlage gegen die Vereinigten Staaten im Spiel um die Bronzemedaille endete sein Kurzeinsatz als Pinch Hitter mit einem Strikeout.
2009 und 2010 stand Morino jeweils in allen 144 Spielen der regulären Saison auf dem Platz und erzielte in beiden Jahren die meisten Doubles in der Central League. 2010 nahm er erneut am All-Star-Game teil und wurde erstmals in die Best Nine aufgenommen. 2011 schlug er mit einem Durchschnitt von .232 – allerdings wie die gesamte Chūnichi-Offensive – deutlich schwächer als in den Vorjahren. Im April 2011 erzielte Morino gegen die Hanshin Tigers den 1000. Hit seiner Karriere.